# ロバート・ハッセル3世
ロバート・ハリス・ハッセル3世（Robert Harris Hassell III, 2001年8月15日 - ）は、アメリカ合衆国テネシー州フランクリン出身のプロ野球選手（外野手）。左投左打。MLBのワシントン・ナショナルズ所属。

## 経歴

### プロ入り前
高校時代にU-18のアメリカ合衆国代表に選出されている。

### プロ入りとパドレス傘下時代
2020年のMLBドラフト1巡目（全体8位）でサンディエゴ・パドレスから指名され、予定していたヴァンダービルト大学への進学を取りやめプロ入り。契約金は430万ドル。この年は新型コロナウイルスの影響でマイナーリーグの試合が開催されず、契約後は公式戦に出場しなかった。
2021年に傘下のA級レイクエルノシア・ストームでプロデビューした。

### ナショナルズ傘下時代
2022年8月2日にフアン・ソト、ジョシュ・ベルとのトレードで、ルーク・ボイト、CJ・エイブラムス、マッケンジー・ゴア、ジェームズ・ウッド、ハーリン・スサナと共にワシントン・ナショナルズへ移籍した。
2024年11月19日、ルール5ドラフトでの流出を防ぐため、40人枠入りした。
2025年5月22日、アトランタ・ブレーブス戦でMLBデビューを果たすも、6月15日までの21試合で打率.218、OPS.497と結果を残せず、翌16日にAAA級ロチェスター・レッドウィングスに降格した。

## 選手としての特徴
守備の評価は割れるが、打撃センスは本物とされている。